# 羽田野龍丈
羽田野 龍丈（はだの りゅうじょう、1976年 - ）は、日本の柔道整復師。はしもと接骨院の創業者で株式会社HSGの代表者。神奈川県相模原市出身。

## 人物・経歴
日本大学第三中学校、日本大学第三高等学校から高野山大学へ進学。その後日体柔整専門学校で学び、2008年にはしもと接骨院を創業。日本大学第三高等学校柔道部OB。2013年2月に特定非営利活動法人日本電気治療協会を設立。

## 著書
- 『羽田野メソッド公式本 体の不調の90%は「腸腰筋」だった! 』（日相出版・ 2021年）